# Documentació lingüística
Documentació lingüística és el procés pel qual una llengua és documentada des d'una perspectiva lingüística documental. El seu objectiu és "proporcionar un registre complet de les pràctiques lingüístiques pròpies d'una comunitat lingüística determinada". La documentació lingüística busca crear un registre tan complet com sigui possible de la comunitat lingüística, tant per a la posteritat com per la revitalització lingüística. La documentació lingüística també proporciona una base més sòlida per a l'anàlisi lingüístic, ja que crea un conjunt citable de materials en l'idioma en què es poden basar les afirmacions sobre l'estructura de la llengua.

## Mètodes
Els passos típics inclouen la gravació, transcripció (sovint usant l'Alfabet Fonètic Internacional i/o una "pràctica ortografia" composta per aquest idioma), anotació i anàlisi, traducció a un idioma de comunicació general, arxiu i difusió. És crítica amb el projecte de Recuperació de l'Idioma la creació d'un bon registre mentre es fa la descripció lingüística. Aquests materials es poden arxivar, encara que no tots els arxius són igual d'hàbil en el maneig de materials en què es conserven en diferents formats tecnològics, ni tots són igualment accessibles als usuaris potencials.
La documentació lingüística complementa la descripció lingüística que té com a objectiu descriure un sistema abstracte d'estructures d'un llenguatge i regles en forma d'una gramàtica o diccionari. Mitjançant la preparació d'una bona documentació en forma d'enregistraments amb les transcripcions i després col·leccions de textos i un diccionari, el lingüista pot fer millor la seva feina i també pot proporcionar materials per al seu ús per als parlants de la llengua. Les noves tecnologies permeten millors enregistraments, amb millors descripcions, totes les quals poden ser allotjades en arxius digitals com AILLA o PARADISEC, i posats a disposició dels parlants amb poc esforç.
La documentació lingüística també ha donat a llum a noves publicacions especialitzades com la revista en línia Language Documentation & Conservation i l'anuari serial Language Documentation and Description.

## Tipus de descripció lingüística
La descripció lingüística, com a tasca dins de la lingüística, es pot dividir en àrees separades d'especialització, entre elles:
- Fonètica, l'estudi dels sons del llenguatge humà
- Fonologia, l'estudi del sistema de so d'una llengua
- Morfologia, l'estudi de l'estructura interna de les paraules
- Sintaxi, l'estudi de com les paraules es combinen per formar oracions gramaticals
- Semàntica, l'estudi del significat de les paraules (semàntica lèxica), i com aquestes es combinen per formar els significats de les oracions.
- Lingüística històrica, l'estudi de les relacions històriques de les llengües recognoscibles a través de semblances en el vocabulari, formació de paraules i sintaxi.
- Pragmàtica, l'estudi de com el llenguatge és utilitzat pels seus parlants
- Estilística, l'estudi de l'estil en idiomes.
- Paremiografia, col·lecció de proverbis i refranys (vegeu paremiologia).

## Àrees de recerca relacionades
- lingüística descriptiva
- Ortografia, sistemes d'estudi de l'escriptura
- Lexicografia, l'estudi i la pràctica de fer diccionaris
- Fonologia, l'estudi de descriure el sistema de so d'un idioma
- Etimologia, l'estudi de com les paraules adquireixen els seus significats
- Antropologia lingüística
- Arxiu lingüístic

## Organitzacions que treballen en documentació lingüística
- HRELP
- DoBeS
- SIL International
- Research Centre for Linguistic Typology
- PARADISEC Arxiu
- LACITO
- First Peoples' Heritage, Language and Culture Council
- World Oral Literature Project, Veus de Mons que s'esvaeixen